# Concili de Nimes
El concili de Nimes fou una reunió de bisbes celebrada a la ciutat de Nimes l'1 d'octubre del 396 (probablement, una altra possibilitat seria el 394), i una part tractava de condemnar als itacians i l'altra als priscil·lianistes.
Sant Martí de Tours fou un dels que més es van oposar als priscil·lianistes; però Itaci i altres col·legues eren partidaris de la mort dels sectaris en lo que Sant Martí no va estar d'acord. Els partidaris d'Itaci van ordenar a Fèlix com a bisbe de Trèveris i primat de les Gàl·lies; Fèlix era segons Sulpici Sever un home sant i digne del càrrec però els que el van instal·lar no ho eren i estaven tacats de la sang dels pricil·lianistes; això va provocar un cisma. Sant Marti va flaquejar i va contactar amb els bisbes seguidors d'Itaci (que havien anat a l'ordenació de Fèlix com a bisbe de Treveris), i va donar suport a la persecució dels sectaris fins a la mort; després es va penedir i es va autocastigar imposant-se que en endavant no aniria a cap altra reunió de bisbes. A la mort de Valentinià II a mans d'Arbogast a Viena del Delfinat, Sant Martí fou cridat al concili a Nimes (396?), segurament amb relació a l'afer dels itacians, però va refusar assistir. Louis Duchesne dona la llista de 21 participants: Aprunculus, Ursus, Genialis (de Cavaillon ?), Syagrius, Alitius (de Cahors ?), Aper, Felix, Solinus, Adelfus, Remigius, Epetemius (d'Angers ?), Modestus, Eusebius, Octavius, Nicesius, Evantius, Ingenuus (d'Arle), Aratus, Urbanus, Melanus i Toeferius. Els absents més notables, a part de Sant Martí, Proculus de Marsella, Simplicius de Viena del Delfinat i Suacrius o Siagri del Velai.
Encara que es proposà una condemna del pricil·lianisme sembla que no es va aconseguir; no obstant el concili va refusar el diaconat femení que demanaven els priscil·lianistes.
La data del concili és acceptada generalment com el 396 però subsisteix algun dubte sobre el 394. El concili se sap que es va fer l'1 d'octubre de l'any dels cònsols augusts Arcadi i Honori, el que tant permet situar-lo el 394 com el 396. Com que Sant Martí vivia (va morir el 397) tampoc això serveix d'ajut. Però Luis Duchesne remarca que fins al 6 de setembre de 394 la Gàl·lia va estar en mans de l'usurpador Eugeni i considera poc probable que entre aquesta data i l'1 d'octubre es pogués organitzar un concili (convocatòria, preparació, viatges...)